# Василевська Ванда Львівна
Ва́нда Льві́вна Василе́вська (пол. Wanda Wasilewska; 21 січня 1905, Краків — 29 липня 1964, Київ) — польська письменниця, польська та радянська українська громадська діячка. Тричі лауреатка Сталінської премії (1943, 1946, 1952). Доктор філологічних наук. Депутат Верховної Ради СРСР 1—6-го скликань (у 1940—1964 роках). Була противницею впровадження української мови в освіті у школах Західної України. Входить до списку осіб, які підлягають декомунізації.

## Життєпис
Народилась у місті Краків (тоді Австро-Угорщина, нині Польща). Дочка журналіста, одного з лідерів Польської соціалістичної партії, в 1918—1919 міністра закордонних справ Польщі Леона Василевського.
У 1926 році закінчила Краківський університет та здобула звання доктора філології.
З 1928 по 1933 рік працювала вчителькою середньої школи в місті Кракові. З 1933 року — активний діяч Міжнародної організації допомоги революціонерам, член президії Ліги захисту прав людини і громадянина.
З 1935 по 1938 рік була редактором дитячого журналу спілки польських вчителів «Вогник» у Варшаві.
У вересні 1939 року утекла з Варшави в анексований УРСР Львів і отримала радянське громадянство. З 1939 по 1941 рік завідувала літературною частиною Польського театру в місті Львові.
У 1940 її обрано депутатом Верховної Ради СРСР. 1941 року вступила до ВКП(б).
Авторка трилогії «Пісня над водами» (1940—1951), в якій писала про боротьбу українського селянства Волині та Полісся проти соціального і національного гноблення у міжвоєнній Польщі. Її книжки, за відгуками критиків, «обвинувальний акт проти капіталізму в Польщі».
Написала донос Сталіну на Євгена Березняка («Майор Вихор»), що на той час керував Львівським міським відділом освіти й переводив школи на українську мову навчання:
«В українському місті на той час було 90 польських, 14 єврейських і лише 3 українські школи. Я почав переводити школи на українську мову навчання, i вже за рік їх було 70. Серед населення це не викликало спротиву. Однак письменниця Ванда Василевська написала особисто Сталіну скаргу, що Березняк „извращает понимание национальной политики“. Вже за кілька днів приїхала комісія з Москви, яка мала завершити перевірку до кінця червня. Я розумів, що наслідки для мене будуть невтішними, якщо не трагічними. Адже Сталін прихильно ставився до пані Ванди, тож московські гості були налаштовані проти мене. До того ж, секретар обкому (А. Д.) Приходько злякався і збрехав їм, ніби я провадив реформу без відома обкому. Але 22 червня на місто впали перші бомби..»
Під час Другої світової війни з 1941 року працювала в Політичному управлінні РСЧА агітатором, їй надали звання полковника. Певний час редагувала газету політуправління Південно-Західного фронту «За Радянську Україну» (українською мовою) — починаючи від 31 липня 1941, до редакційної колегії увійшли й М. Бажан, О. Корнійчук. У 1942 випустила повість «Веселка», де головною темою стала мужність радянських людей у війні. У 1943 за повістю поставлено фільм.
У 1943—1945 — головна редакторка газети «Радянська Польща», голова Спілки польських патріотів.
У повоєнні роки мешкала в Києві, брала участь у пропагандистських кампаніях, зокрема й щодо обеззброювання. Написала повість «Просто любов» — «про велич радянського гуманізму й силу духу». Про неї з чоловіком поширювалися вірші: «Корнійчук і Ванда — не родина, а банда». За життя її названо класиком, Вандині доробки включено в шкільну програму, але після смерті Сталіна її творчість було практично забуто.

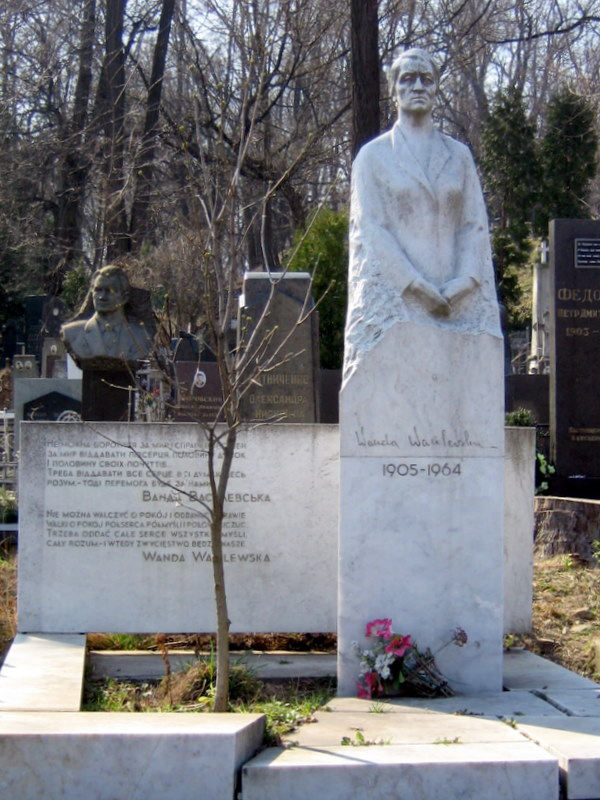
Могила В. Василевської

Померла 29 липня 1964 року в Києві. Похована на Байковому кладовищі у Києві (надгробний пам'ятник — мармур; скульптор Г. Н. Кальченко; встановлено в 1967).

## Творчість
Авторка трилогії «Пісня над водами» (1940—1951), повістей: «Земля в ярмі» (1938), «Райдуга» (1942), «Просто любов» (1944), «Коли запалає світло» (1947) та ін.
На повість «Райдуга» у 1944 році знято однойменний фільм на Київській кіностудії художніх фільмів, режисер М. Донськой. Фільм отримав Державну премію СРСР (1946).
Незважаючи на поширену в пресі інформацію, фільм ніколи не отримував американської премії «Оскар», оскільки цю премію в номінації «Кращий фільм іноземною мовою» вперше було вручено тільки в 1947 році. Але картину було відзначено Головним призом асоціації кінокритиків США і Вищою премією газети «Daily News» «За кращий іноземний фільм в американському прокаті 1944 року», а також призом Національної ради кінооглядачів США.
П'єсу Ванди Василевської «Bartosz Głowacki» 1940 поставлено у Львівському польському драматичному театрі. Написала лібрето до опери «Богдан Хмельницький» К. Данькевича (разом з О. Корнійчуком), кіносценарії д/ф «Дніпро» (1950), «Наші чемпіони» (1954). Українською мовою окремі твори Василевської переклали М. Пригара, Д. Гринько.

## Родина
Дружина комуністичного діяча та письменника Олександра Корнійчука.
Донька — Ева Романівна Василевська (нар. 1928), філолог, перекладач. Закінчила МДУ, автор книжок для дітей, перший перекладач творів Станіслава Лема російською мовою.

## Пам'ять
У 1967 на її честь було названо вулиці в Києві, Харкові, Рівному та інших містах (всього близько 12 в Україні).
У листопаді 2015 року Український Інститут національної пам'яті оприлюднив список прізвищ осіб, в тому числі й Ванди Василевської, які займали керівні посади в комуністичній партії, вищих органах влади та управління СРСР, УРСР, інших союзних або автономних радянських республік і причетні до встановлення режиму сталінізму в Україні, який призвів до трагедії українського народу в XX столітті. Відповідно до закону України про декомунізацію, вулиці, які носять імена В. Василевської в Україні, у подальшому були перейменовані.
У 2016 році в Рівному вулицю перейменували на честь української скульпторки Теодозії Бриж, у 2018 вулицю в Києві — на честь українського громадського діяча й мецената Богдана Гаврилишина, у Харкові — на Гетьманську, у Луцьку — на честь Валерії Новодворської тощо.